# Нагорний (Волгоградська область)
Нагорний (рос. Нагорный) — селище у Камишинському районі Волгоградської області Російської Федерації.
Населення становить 174 особи. Входить до складу муніципального утворення Верхнєдобринське сільське поселення.

## Історія
Селище розташоване у межах українського історичного та культурного регіону Жовтий Клин.
Згідно із законом від 5 березня 2005 року № 1022-ОД органом місцевого самоврядування є Верхнєдобринське сільське поселення.

## Населення
| 2010 |
| ---- |
| 174  |